# Shapwick (Somerset)
Pour les articles homonymes, voir Shapwick.
Shapwick est une paroisse civile et un village du Somerset, en Angleterre.